# 憑依
憑依（ひょうい）は、霊などが乗り移ること。憑（つ）くこと。憑霊、神降ろし、神懸り、神宿り、憑き物ともいう。とりつく霊の種類によっては、悪魔憑き、狐憑きなどと呼ぶ場合もある。脳から独立した意識の存在として憑依現象の報告が研究されている。医学の世界では、憑依は精神疾患の一種と見なされることが多い。特に、精神的なトラウマとの関連性が強いと言われている。宗教学では「つきもの」を「ある種の霊力が憑依して人間の精神状態や運命に劇的な影響を与えるという信念」とする。
「憑依」という表現は、ドイツ語の Besessenheit や英語の (spirit) possession などの学術語を翻訳するために、昭和ごろ、特に第二次世界大戦後から用いられるようになったと推定されている（下記「訳語の歴史」を参照）。ファース（Firth, R）によれば、「（シャーマニズムにおける）憑依（憑霊）はトランスの一形態であり、通常ある人物に外在する霊がかれの行動を支配している証拠」と位置づけられる。脱魂（英: ecstasy もしくは soul loss）や憑依（英: possession）はトランス状態における接触・交通の型である。

## 訳語の歴史
人類学、宗教学、民俗学などの学術用語として用いられるようになった「憑依」あるいは「憑霊」という表現は、明らかにドイツ語の Besessenheit や英語の（spirit） possession などの翻訳語であり、欧米の学者らが使用する学術用語が日本の学界に輸入されたものである、と池上良正は指摘した。1941年（昭和25年）のある学術文献には「憑依」の語が登場した。一般化したのは第二次世界大戦後だろうと推定される。
「憑依」という学術用語が用いられるようになって後は、この用語に関して、様々な理論化や類型化が行われてきた。例えば、憑依という用語にとらわれすぎず、「つく」という言葉の幅広い含意も踏まえつつ憑霊現象をとらえなおした小松和彦の研究などがある。

## 「憑依」という用語と分類の恣意性
ただし、学術的な研究が進むにつれて、当初は明確な輪郭をもっているように思われた「憑依」という概念が、実は何が「憑依」で何が「憑依」でないか線引き自体が困難な問題として議論された。宗教学者ミルチャ・エリアーデは「脱魂」であると分類をもうけた。
こうした研究が進む中で、憑依を評価する側の価値判断や政治的判断が色濃く反映され、バイアスがかかってしまっている、やっかいな概念である、ということが次第に認識されるようになってきた。
例えば大和言葉の「つく」という言葉ならば、「今日はツイている」のように幸運などの良い意味で用いることができる。ところが「憑依」は否定的な表現である。英語の be obsessed や be possessed などは否定的な表現であり、「憑依」も否定的に用いられる。。現実に起きていることはほぼ類似の現象であっても、書き手の側の価値判断や政治的判断によってそれを呼ぶ表現が恣意的に選ばれてしまい、別の解釈をもたらすと指摘する研究者もいる。
例えば聖書には次のようなくだりがある。
このような箇所が翻訳される場合は肯定的に表現され、「憑依」を暗示するような訳語は使われず、このような箇所は「憑依」に分類されてこなかったのである。一方、同じく聖書には次のようなくだりがある。
これなどは「取りつかれた」などの「憑依」を暗示する用語・訳語が選ばれ、そういう位置づけになっている。
一方、沖縄のユタと呼ばれる人がカミダーリィの時期を回想した体験談に次のようなものがある。
この体験談を聖書の引用と比較してみると、明らかにイエス自身の事跡を示したマタイによる福音書3.16以下のくだりと酷似している。まともに判断すれば、マタイによる福音書3.16のくだりと同じ位置づけで研究されてもよさそうなはずのものなのだが、ところが学術の世界では「ユタと言えばカミダーリィ（神がかり）。だからシャーマン。巫者。だから“憑依”される人物だ」といったような、冷静に検討すれば、あまり正しいとは言えない理屈で分類されるようなことが行われてきたのである。
キリスト教徒のなかには、「キリスト教徒以外の異教徒はすべてサタンによって欺かれている」などと言う人もおり、キリスト教の外にあるイタコやユタなどは“悪霊に憑かれた者”に分類し、それに対して、キリスト教の中にある聖霊に関しては「憑かれる」とは表現しないという指摘もある。すなわち、こうした表現や用語の選定段階には、聖書の編者たちやキリスト教徒たちの価値判断や解釈が埋め込まれてしまっているのである。学者らがこうしたキリスト教徒の「信仰」自体を批判する筋合いにはないが、問題なのは、こうしたキリスト教信仰による分類法が、「学術研究」とされてきたものの中にまでも実は深く入り込み、研究領域が恣意的に分けられてしまうようなことが行われてきたことにある。つまり、「ついた」「神がかった」などという表現があると「憑依」や「シャーマニズム」に分類して、宗教人類学や宗教民俗学の守備範囲だとし研究されたのに、「（イエス・キリストは）天が開け神の御霊が鳩のように自分の上に下ってくるのをご覧になった」という記述や「高僧に仏の示現があった」「見仏の体験を得た」という記述は、別扱いになってしまい、キリスト教研究や仏教研究の領域で行われる、ということが平然と行われてきてしまったのである。

## 古代ギリシャ

### 哲学
『饗宴』などのプラトンの著作によれば、神が擬人化される以前から存在したダイモーンという神性の存在が、神と人間のあいだを結合するために憑依という形で個人の人生に介入してくるという。プラトンの師であるソクラテスは頻繁に強度のトランス状態となり、人知を超えたな叡知を授けられたという。プラトンの弁によれば、ソクラテスは「ぼくはいわゆる人間の理知によって語っているではないのです。むしろ、なにか神霊のような、自分ではないある高いものが、ぼくをつき動かしているのです」と語っている。アルキビアデスは、ソクラテスの話を聞くと誰もが強い衝撃を与えられ、神がかった状態に陥ったと述べている。
『パイドロス』の中では「神に憑かれて得られる予言の力を用いて、まさに来ようとしている運命に備えるための、正しい道を教えた人たち」と、前4世紀当時のギリシャの憑依現象について紹介している。『ティマイオス』では、憑依された人が口にする予言や詩の内容を、客観的な視点から理性を用いて的確に判断し解釈する人が傍らに必要であることを述べている。
弁証法やイデア論など、ソクラテスからアリストテレスに連なる哲学には、しばしば非人間的な超越存在が根底に現れる。その起点には、人間の知性を越えたダイモーンの介入による神充状態を理想とし、自らの知や活動の源泉としたソクラテスの教えがある。

## アブラハムの宗教
出エジプト記、レビ記、申命記には、さまざまな魔術や占いを禁止する法律が記されている。その中には次のようなものがある。
- レビ記19:26 - あなたは...魔術を使ってはならないし、占いをしてもならない
- レビ記20:27 - 霊媒師あるいは占いをするものは、必ず死刑に処される
- 申命記18:10-11 - あなたがたの間には占いをする者、卜者、易者、呪術師、霊媒師、巫（神おろしをするもの）などがいてはならない

アン・ジェファースによれば、霊媒術(神霊や死者の霊を呼び出す術)を禁じる法律が存在することは、イスラエルの歴史を通じて呪術、神降ろし等を行う霊媒術が問題を起こしていたことを証明している。
アブラハムの宗教であるユダヤ教もキリスト教もイスラム教にも、預言者が登場する。これは神が宿ったものともいえる（預言、福音、啓示）。

### キリスト教
新約聖書の福音書で「つかれた」と訳されるδαιμονίζομαιという語は、パウロ書簡にはでてこない。
ルーダンの憑依事件について、神学者のミッシェル・セルトーが、神学、精神分析学、社会学、文化人類学をクロスオーバーさせつつ分析している。
カトリック教会の神学では、夢遊病的なもの（the somnambulic）の型のつきものに possession の名を与え、正気のもの（the lucid）の型のつきものに obsession の名を与えている。

## 日本

### 神道・古神道
大相撲も、皇室に奉納される神事であり、横綱はそのときの「戦いの神」の宿る御霊代である。昔の巫女は1週間程度水垢離をとりながら祈祷を行うことで、自分に憑いた霊を祓い浄める「サバキ」の行をおこなうこともあった。

### 沖縄
沖縄では「ターリ」あるいは「フリ」「カカイ」などと呼ばれる憑依現象は、その一部が「聖なる狂気」として人々から神聖視された。そのおかげで憑依者は、治療される対象として病院に隔離・監禁すべきとする近代西洋的思考に絡め取られることは免れた、ともされる。
沖縄の本土復帰以降には、同地に精神病院が設立されたものの、同じころ（西洋的思考の）精神医学でも「カミダーリ」なども、人間の示す積極的な営為の一つであるというように肯定的な見方もなされるようになったおかげで、沖縄は憑依（の一部）を肯定する社会、として現在まで存続しているともされている。

### 日本語における憑依の別名
- 神宿り - 和御魂の状態の神霊が宿っている時に使われる。
- 神降ろし - 神を宿すための儀式をさす場合が多い。「神降ろしを行って神を宿した」などと使われる。降ろす神によって、夷下ろし、稲荷下ろしと称される[23]。能管のヒシギと呼ばれる甲高い音は「神降ろしの音」と呼ばれ、神道の儀式で神降ろしに使われた岩笛から発達したさとれる[24]。新潟県の葛塚まつりでは、笛は神降ろしの笛と言われて演奏者は尊重され、吹き手以外笛に触れない[25]
- 神懸り - 主に「人」に対し、和御魂の状態の神霊が宿った時に使われる。
- 憑き物 - 人や動物や器物（道具）に、荒御魂の状態の神霊や、位の低い神である妖怪や九十九神や貧乏神や疫病神が宿った時や、悪霊といわれる怨霊や生霊がこれらのものに宿った時など、相対的に良くない状態の神霊の憑依をさす。かつては島根県の出雲地方を代表例に、高知県や大分県の一部で多く見られ、これらを含めた中国・四国・九州地方の広域で確認された。また東日本では岐阜県、長野県、山梨県、埼玉県、群馬県など東山道地域に点在したが、一方で近畿地方や北陸地域の西南部、山陽地方の瀬戸内側での確認例は少ないか、ほとんど見られなかった[26]。
- ヨリマシ -尸童と書かれる。祭礼に関する語で、稚児など神霊を降ろし託宣を垂れる資格のある少年少女がそう称された。尚柳田國男は『先祖の話』中で憑依に「ヨリマシ」のふりがなを当てている[27]。

## 民俗学における憑依観
民俗学者の小松和彦は、憑き物がファースの定義による「個人が忘我状態になる」状態を伴わないことや、社会学者I・M・ルイスの「憑依された者に意識がある場合もある」という指摘以外も含まれることから、憑依を、フェティシズムという観念からなる宗教や民間信仰において、マナによる物体への過剰な付着を指すとした。そのため、「ゲームの最中に回ってくる幸運を指すツキ」の範疇まで含まれると定義する。さらに、そのような観点から鑑みるに、日本のいわゆる憑きもの筋は「possession ではなく、過剰さを表す印である stigma」であるとする。また、谷川健一は、「狐憑き」が「スイカツラ」や「トウビョウ」など、蛇を連想させる植物でも言われることから、「蛇信仰の名残」とし、「狐が憑いた」という説明を「後に説明しなおされたもの」と解説している。

## 神秘主義における憑依観
職業霊媒のように、人間が意図的に霊を乗り移らせる場合もある。だが、霊が一方的に人間に憑くものも多く、しかも本人がそれに気がつかない場合が多い。とりつくのは、本人やその家族に恨みなどを持つ人の霊や、動物霊などとされる。
何らかのメッセージを伝えるために憑くとされている場合もあり、あるいは本人の人格を抑えて霊の人格のほうが前面に出て別人になったり、動物霊が憑依した場合は行動や容貌がその動物に似てくる場合もある。
こうした憑依霊が様々な害悪を起こすと考えられる場合は、それは霊障と呼ばれている。

### ピクネットによる説明
超常現象、オカルト、歴史ミステリー専門の作家、研究者、講演者であるピクネットは、種々の文献や、証言を調査して以下のように紹介している。
歴史
憑依は太古の昔から現代まで、また洋の東西を問わず見られる。すでに人類の歴史の初期段階から、トランス状態に入り、有意義な情報を得ることができるらしい人がわずかながらいることほ知られていた。部族社会が出現しはじめた頃、憑依状態になった人たちはいつもとは違う声で発語し、周囲の人々は霊が一時的に乗り移った気配を感じていたようであるとピクネットは主張した。
初期文明では憑依は「神の介入」と見なされていたが、古代ギリシャのヒポクラテスは「憑依は、他の身体的疾患と同様、神の行為ではない」と異議を唱えている。
ピクネットによると、西洋のキリスト教では、憑依に対する見解は時代とともに変化が見られ、聖霊がとりつくことが好意的に評価されたり、中世には魔法使いや異端と見なされ迫害されたり、近代でも悪魔祓いの対象とされたりした。現在でも憑依についての解釈は宗派によって、見解の相違が存在する。（→#キリスト教）
近年でも憑依の典型的な例は起きている。例えばイヴリン・ウォーは『ギルバート・ピンフォードの苦行』という本を書いたが、これは小説の形で提示されてはいるものの、ウォー自身は、これは自分に実際に起きたこと、とテレビで述べている（ただしこの事例では、酒と治療薬の組み合わせが原因とも言われている）。
最近では「良い憑依」というのを信じる人々もいる。肉体を備えていない霊が、肉体の「主人」の許可を得てウォークイン状態で入り込み、祝福のうちに主人にとってかわることもあり得る、と信じる人たちがいる。
古代イスラエル
ヘブライ語聖書（旧約聖書）にも憑依の記述は存在する。古代イスラエルでは、その状態は霊に乗っ取られた状態であり、乗っ取る霊は悪い霊のこともあり、サタンの代理として登場する記述がある。
キリスト教
ピクネットは初期のキリスト教徒は憑依を次のように好意的に見なしているとした。
「聖パウロにおいて、病気の治癒、予言、その他の奇跡を約束して下さった聖霊が憑くような現象は、きわめて望ましい。」
その一方で、ピクネットは憑依に関連する能力として「霊の見分け」（つまり悪霊を見破る能力）が認められていたとした。
時代が下ると憑依を悪霊のしわざとする考え方が一般的になり、憑依状態の人が語る内容がキリスト教の正統教義に一致しない場合は目の敵にされ、そこまでいかない場合でも、憑依は悪魔祓いの対象とされている。憑依状態になる人が、魔法使い、あるいは異端者として迫害される事例が多くなっていった。
ピクネットは、憑依の歴史的記録で、証拠文献が豊富な例として、1630年代のフランスのルーダンで起きた「尼僧集団憑依」事件をとりあげている。この事件では、尼僧たちの悪魔祓いを行うために修道士シュランが派遣されたのだが、そのシュラン自身も憑依されてしまった。尼僧ジャンヌも修道士シュランも、後に口を揃えてこう言った。
「卑猥な言葉や神をあざける言葉を口にしながら、それを眺め耳を傾けているもうひとりの自分がいた。しかも口から出る言葉を止めることができない。奇怪な体験だった。」（ピクネットの引用）
A.K.エステルライヒが1921年の著書『憑依』で示した、憑依の中には、悪魔が発語するような語り口、性格が異なる悪霊が五つも六つも詰めかけているような様子、乗り移られるたびに別人になったかのように見えるものも含まれていたとピクネットは記述した。
ピクネットはカトリック教徒の中の実践的な人々の間では、「憑依は悪魔のしわざ」説は次第に説得力を失ったが、英国国教会は今でも悪魔祓いを専門とする牧師団は存在しているとした。
医学領域や心理学の領域で、憑依を二重人格あるいは多重人格の表れとみなす考え方は多い。「『自分』というのは単一ではない。複数の自分の寄せ集めで普段はそれが一致して動いている。あるいは、日々の管理を筆頭格のそれに委ねている。」ピクネットはこれに対し、この説明の例では、霊媒行為について当てはまらない、霊媒行為の場合、「筆頭格」のそれは、明らかに何か異なる実在のように見えることが多く、また霊媒はトランス状態になると、その人が通常の状態ならば絶対に知っているはずのない情報を提供していると主張する。

## 文学に描かれた憑依
- 「アクセス」 - 誉田哲也の小説
- 「白狐魔記」 - 斎藤洋の小説